# Mázandaráni nyelv
A Mázandaráni vagy mázandareni nyelv (saját néven mázerúni, mazeri vagy taperi) az indoeurópai nyelvcsalád indoiráni ágán az iráni nyelvek csoportjába tartozik. Becslések szerint kb. 3 millió ember beszéli, elsősorban Mázanderánban. Az egyik legrégibb írásbeliséggel rendelkező iráni nyelv; a perzsával kölcsönösen nem érthető.